# Floorball-Bundesliga Österreich 2010/11
Die Floorball-Bundesliga Österreich 2010/11 war die 10. Spielzeit der österreichischen Floorball-Bundesliga.

## Herren Bundesliga (Großfeld)
Die österreichische Floorball-Staatsmeisterschaft auf dem Großfeld der Herren begann am 18. September 2010. Titelverteidiger war der VSV Unihockey, der in drei knappen Finalspielen den Titel an den TVZ Wikings Zell am See verlor.
Teilnehmer:
- VSV Unihockey
- TVZ Wikings Zell am See
- SU Wiener FV
- KAC Floorball
- Bulldogs Bruck
- UHC Linz
- IC Graz
- IBC Leoben

Modus:
Die Vorrunde zur österreichischen Herren(Großfeld)-Staatsmeisterschaft wurde in einer einfachen Vor- und Rückrunde ausgespielt. Die besten vier Mannschaften des Grunddurchgangs ermittelten in einer "Best of 3"-Serie die Finalisten. Das Finale wurde in einem "Best of 5"-Modus ausgespielt.
| Pl. | Verein                  | Sp. | S  | U   | N  | Diff. | Pkt. |
| --- | ----------------------- | --- | -- | --- | -- | ----- | ---- |
| 01. | VSV Unihockey           | 14  | 12 | 02  | 0  | +073  | 24   |
| 02. | TVZ Wikings Zell am See | 14  | 12 | 02  | 0  | +065  | 24   |
| 03. | SU Wiener FV            | 14  | 10 | 03  | 01 | +029  | 21   |
| 04. | KAC Floorball           | 14  | 6  | 07  | 01 | +04   | 13   |
| 05. | Bulldogs Bruck          | 14  | 5  | 07  | 02 | −019  | 12   |
| 06. | UHC Linz                | 14  | 3  | 010 | 01 | −057  | 7    |
| 07. | IC Graz                 | 14  | 2  | 010 | 02 | −036  | 6    |
| 08. | IBC Leoben              | 14  | 1  | 010 | 03 | −059  | 5    |

Play-offs – Halbfinale:
- SU Wiener FV – TVZ Wikings Zell am See  2:7 (2:2, 0:3, 0:2) am 19. März 2011
- KAC Floorball – VSV Unihockey  4:12 (4:5, 0:4, 0:3) am 20. März 2011
- TVZ Wikings Zell am See – SU Wiener FV  6:3 (3:1, 3:2, 0:0) am 26. März 2011
- VSV Unihockey – KAC Floorball  8:3 (0:2, 5:1, 3:0) am 26. März 2011

Damit zogen TVZ Wikings Zell am See und VSV Unihockey mit jeweils 2:0 Siegen in das Finale ein.

Finale:
- 1. Spiel: VSV Unihockey – TVZ Wikings Zell am See  4:6 (0:2, 2:3, 2:1) am 2. April 2011
- 2. Spiel: VSV Unihockey – TVZ Wikings Zell am See  3:4 (1:1, 1:1, 1:1, 0:1) am 3. April 2011
- 3. Spiel: TVZ Wikings Zell am See – VSV Unihockey  4:3 (1:1, 3:1, 0:1) am 9. April 2011

TVZ Wikings Zell am See mit 3:0 Siegen Österreichischer Herren-Floorball-Staatsmeister 2011.

## Damen Bundesliga (Großfeld)
Die österreichische Floorball-Staatsmeisterschaft der Damen auf dem Großfeld begann am 3. Oktober 2010. Titelverteidiger war der TVZ Wikings Zell am See.
Im Finale gegen den Titelverteidiger gelang es den Spielerinnen vom SU Wiener FV sich in 2 Finalspielen durchzusetzen.
Teilnehmer:
- TVZ Wikings Zell am See
- SU Wiener FV
- SPG IBC Leoben/FBV Trofaiach
- FBC Grasshoppers Zurndorf

Modus:
Der Grunddurchgang zur österreichischen Damen(Großfeld)-Staatsmeisterschaft wurde in insgesamt 9 Vorrunden ausgespielt. Der Erstplatzierte und Zweitplatzierte des Grunddurchgangs zogen in das Finale ein und ermittelten in einer "Best of 3"-Serie den Meister.
| Pl. | Verein                       | Sp. | S | U  | N  | Diff. | Pkt. |
| --- | ---------------------------- | --- | - | -- | -- | ----- | ---- |
| 01. | TVZ Wikings Zell am See      | 9   | 7 | 0  | 02 | +058  | 16   |
| 02. | SU Wiener FV                 | 9   | 6 | 01 | 02 | +047  | 14   |
| 03. | SPG IBC Leoben/FBV Trofaiach | 9   | 1 | 07 | 01 | −037  | 3    |
| 04. | FBC Grasshoppers Zurndorf    | 9   | 1 | 07 | 01 | −068  | 3    |

Finale:
- 1. Spiel: SU Wiener FV – TVZ Wikings Zell am See  8:1 (5:0, 2:1, 1:0) am 20. März 2011
- 2. Spiel: TVZ Wikings Zell am See – SU Wiener FV  4:8 (1:1, 1:2, 2:5) am 26. März 2011

SU Wiener FV mit 2:0 Siegen Österreichischer Damen-Floorball-Staatsmeister 2011.